# Эмулятор игровой приставки
Эмулятор игровой приставки — компьютерная программа, которая позволяет эмулировать работу игровой приставки на персональном компьютере, смартфоне, другой игровой приставке (кросс-платформенная эмуляция) или любом другом устройстве. Типичным случаем использования эмулятора является запуск старых игр на современных ПК или игровых устройствах (ретрогейминг). Также эмуляторы используются для запуска игр, переведенных на языки, для которых не существует официальных версий, а также для модификации (ромхакинга, в том числе любительского перевода) существующих игр. Также эмулятор может быть очень полезным инструментом при создании пользовательских демок, игр или программ для старых систем.
Код и данные, необходимые для работы эмулятора, существуют в виде файлов образа ПЗУ (копия содержимого игрового картриджа) или образа диска (при использовании оригинальной системой оптических носителей). Так как большинство компьютерных игр защищено авторским правом, распространение данной информации многими системами права признается незаконным, несмотря на их широкое распространение в интернете. Существуют устройства, предоставляющие эмулятору прямой доступ непосредственно к данным картриджа, что исключает использование файлов образа ПЗУ.
Эмуляторы обычно создаются любителями-энтузиастами. Создание эмулятора — сложная задача, требующая большого опыта программирования, знаний точной информации об устройстве эмулируемой системы. Поэтому эмуляторы одной и той же системы могут различаться как в достоверности эмуляции, так и в требованиях к устройству.
В настоящее время существует множество достаточно точных и работающих эмуляторов большинства существовавших приставок шестого поколения и раньше и компьютеров, которые позволяют запускать все игры с эмулируемых приставок, за исключением очень редких либо очень сложных старых систем.
Консоли седьмого поколения на данный момент эмулируются достаточно неплохо: хоть эмуляторы и имеют относительно высокие системные требования, могут с рекомендуемыми настройками неплохо запускать самые требовательные эксклюзивные игры.
Из восьмого поколения эмулируются PS Vita, Nintendo 3DS, Nintendo Wii U и PlayStation 4. Эмуляция Xbox One не реализована.
По состоянию на 2025 год почти все консоли девятого поколения не эмулируются. Исключение составляет Nintendo Switch, как и в случае с седьмым поколением, хоть эмуляторы и требуют достаточно современный компьютер, способны неплохо воспроизводить самые требовательные игры.

## Эмуляция
Эмуляция — ресурсоёмкая задача, и может требовать от устройства намного большей производительности (скорости процессора, объёма памяти), чем производительность эмулируемой игровой приставки. Чем сложнее система и выше точность эмуляции — тем большая производительность для неё требуется. От точности эмуляции зависит совместимость с запускаемыми в эмуляторе программами (играми) — например, если эмулятор не учитывает какой-то нюанс устройства системы, используемый в некотором количестве игр — эти игры не будут запускаться, или будут работать неправильно, но будут работать остальные игры. Также от точности эмуляции зависит качество и достоверность получаемого изображения и звука.

## История
Производительность среднего домашнего компьютера к середине 1990-х годов достигла достаточного уровня, чтобы воспроизвести поведение первых поколений игровых систем с достаточной скоростью. Это стало отправной точкой появления и распространения первых созданных пользователями некоммерческих эмуляторов. Данные программы зачастую были неполными, лишь частично эмулировали исходную систему, а также содержали значительное количество багов. Многие производители распространяли лишь общую спецификацию своего оборудования, в результате чего программисты и разработчики были вынуждены исследовать особенности работы этих систем в процессе обратной разработки. Наиболее изученными тогда были системы Nintendo, так что наиболее продвинутыми были эмуляторы Nintendo Entertainment System (NES), Super Nintendo Entertainment System (SNES) и Game Boy. Наиболее популярными были программы типа iNES Марата Файзуллина, VirtualGameBoy, Pasofami (NES), Super Pasofami (SNES) и VSMC (SNES). Представляет интерес неизданный эмулятор NES для приставки Sega Mega Drive, написанный Юдзи Нака, как, вероятно, первая попытка реализовать эмуляцию одной приставки средствами другой.
С популяризацией эмуляторов стало возможным запускать иностранные игры, запрещенные к распространению в местожительстве пользователя ввиду политики издателей игр и/или производителей приставок. Стремительный рост качества эмуляторов привел к расцвету сообществ любительского перевода и ромхакинга. Реализация таких проектов как, например, английский перевод Final Fantasy V от RPGe привлекает внимание ещё большего числа пользователей к сообществу эмуляторов.
С ростом вычислительных мощностей и совершенствованием веб-технологий, эмуляция стала доступна онлайн. В настоящее время многие современные эмуляторы с открытым исходным кодом, такие как MAME и DOSBOX предлагают возможность поиграть непосредственно в окне браузера.

## Правовые вопросы

### США
По мере роста производительности компьютеров и распространения глобальных информационных сетей отмечается сокращение промежутка времени между появлением нового поколения игровых систем и реализацией работоспособной эмуляции. Во время пятого поколения консолей (например, Nintendo 64 и Sony PlayStation) и шестого поколения носимых игровых систем (например, Game Boy Advance) производители столкнулись с бурным прогрессом эмуляторов их продукции. Это подтолкнуло их к принятию мер против некоммерческой неофициальной эмуляции. Однако последовательные поражения в судебных спорах Sega против Accolade 977 °F.2d 1510 (9th Cir. 1992), Sony Computer Entertainment против Connectix Corporation 203 °F.3d 596 (2000) и Sony Computer Entertainment America против Bleem 214 °F.3d 1022 (2000) привели к обратному эффекту. В соответствии с судебными прецедентами, эмуляция является законной в США. Однако распространение кода и данных, защищенных авторским правом, является незаконным как с точки зрения национального законодательства, так и с точки зрения международного права, согласно Бернской конвенции.
В США считается законным получение копии BIOS оригинального оборудования согласно прецеденту Lewis Galoob Toys против Nintendo of America, 964 °F.2d 965 (9th Cir. 1992) в рамках концепции добросовестного использования, что подразумевает наличие экземпляра оригинального оборудования у пользователя. Однако некоторые эмуляторы, например GBA, способны запускать игры без оригинального BIOS посредством высокоуровневой эмуляции, что позволяет симулировать подпрограммы BIOS ценой незначительного снижения точности эмуляции.

### Официальные эмуляторы
Ввиду существенного общественного запроса на старые игры, производители приставок стали закладывать в них возможность запуска старых игр.
Наиболее известной является служба Virtual Console от Nintendo, который изначально разрабатывался для Wii, но впоследствии был распространен и на другие системы Nintendo. В Virtual Console используется программная эмуляция, благодаря чему пользователь может покупать и запускать старые игры на современном оборудовании. Хотя представлена лишь некоторая часть изданных игр, Virtual Console охватывает широкий спектр различных игровых систем, эмуляция которых избавлена от большинства недостатков в точности, что весьма характерно для неофициальных эмуляторов. С другой стороны, в официальном эмуляторе недоступны многие игры, а также отсутствуют многие средства улучшения, привычные для неофициальных эмуляторов. Из-за аппаратных различий запуск игр для Xbox невозможен на Xbox 360. Однако Microsoft достигла возможности запуска наиболее популярных игр посредством эмуляции. Для запуска игр оригинальной PlayStation в PlayStation 3 встроено аппаратное обеспечение PS1. Модель PlayStation 3 60Gb для рынка США изначально содержала также CPU и GPU оригинальной PlayStation 2 для запуска соответствующих игр, однако в версии для PAL региона и в последующих ревизиях для рынка США CPU PS2 был изъят. Для запуска игр PS2 использовалась программная эмуляция CPU совместно с аппаратным GPU. Впоследствии из аппаратного обеспечения PS3 был изъят и GPU PS2, в результате эмуляция PS2 выполняется полностью программно, а сам эмулятор и игры доступны через PlayStation Store.
В коммерческих целях эмуляторы используются как средство перезапуска и перевыпуска старых игр на новых приставках для розничных продаж. Есть несколько примеров выпуска классических консольных игр в виде продукта для ПК или другой консоли, причём работа игр обеспечивается встроенным в продукт эмулятором:
- Sega Smash Pack 1 и 2 — пакеты из восьми игр для консоли Sega Genesis. Выпущены на ПК, Dreamcast и GBA. Используется эмулятор KGen.
- Classic NES Series — три серии из игр для NES, выпущенные на Game Boy Advance.
- Игры серии Final Fantasy на PlayStation и Game Boy Advance работают благодаря встроенному эмулятору.
- Сервисы наподобие Virtual Console позволяют играть в игры для старых консолей на приставках последних поколений.